# Diecezja Jamshedpur
Diecezja Jamshedpur (łac. Diœcesis Iamshedpurensis) – diecezja rzymskokatolicka w Indiach. Została utworzona w 1962 z terenu diecezji kalkuckiej.

## Główne świątynie
- Katedra: Katedra św. Józefa w Jamshedpur

## Ordynariusze
- Lawrence Trevor Picachy SJ † (1962 - 1969)
- Joseph Robert Rodericks SJ † (1970 - 1996)
- Felix Toppo SJ (1997 - 2018)
  - sede vacante (2018 - 2021)
- Telesphore Bilung (od 2021)